# Alakbar Mammadov
Alakbar Mammadov (en azerí: Ələkbər Məmmədov) (Bakú, 9 de mayo de 1930 - Bakú, 28 de julio de 2014) fue un entrenador y futbolista azerí que jugaba en la demarcación de delantero.

## Biografía
Con 18 años hizo su debut como futbolista con el Neftchi Baku PFK. Jugó en el club durante cinco temporadas, y tras marcar 47 goles en 132 partidos, fue traspasado al FC Dinamo Moscú. En los cinco años que jugó en el equipo ruso ganó la Primera División de la Unión Soviética en 1955, 1957 y en 1959. En 1959 volvió al Neftchi Baku PFK, donde acabó retirándose como futbolista en 1962. Un año después, el equipo que le vio retirarse le fichó como entrenador del primer equipo por dos años. En 1971 se volvió a hacer cargo del equipo, y, 21 años después, fue la selección de fútbol de Azerbaiyán quien se hizo con sus servicios como seleccionador. Con la selección consiguió la primera victoria de la historia del combinado azerí, contra Georgia el 25 de mayo de 1993.
Falleció el 28 de julio de 2014 en Bakú a los 84 años de edad.

## Selección nacional
Jugó un total de cuatro partidos para la selección de fútbol de la Unión Soviética, haciendo su debut en 1958 y jugando su último partido un año después.

## Clubes

### Como futbolista
| Club             | País              | Año         | Partidos | Goles |
| ---------------- | ----------------- | ----------- | -------- | ----- |
| Neftchi Baku PFK | RSS de Azerbaiyán | 1948 - 1953 | 132      | 47    |
| FC Dinamo Moscú  | RSFS de Rusia     | 1954 - 1959 | 92       | 41    |
| Neftchi Baku PFK | RSS de Azerbaiyán | 1960 - 1962 | 25       | 4     |

### Como entrenador
| Club                              | País              | Año         |
| --------------------------------- | ----------------- | ----------- |
| Neftchi Baku PFK                  | RSS de Azerbaiyán | 1963 - 1965 |
| Neftchi Baku PFK                  | RSS de Azerbaiyán | 1971 - 1972 |
| Selección de fútbol de Azerbaiyán | Azerbaiyán        | 1993        |

## Palmarés

### Campeonatos nacionales
| Título                                 | Club            | País  | Año  |
| -------------------------------------- | --------------- | ----- | ---- |
| Primera División de la Unión Soviética | FC Dinamo Moscú | Rusia | 1955 |
| Primera División de la Unión Soviética | FC Dinamo Moscú | Rusia | 1957 |
| Primera División de la Unión Soviética | FC Dinamo Moscú | Rusia | 1959 |